# 福井県道・京都府道1号小浜綾部線

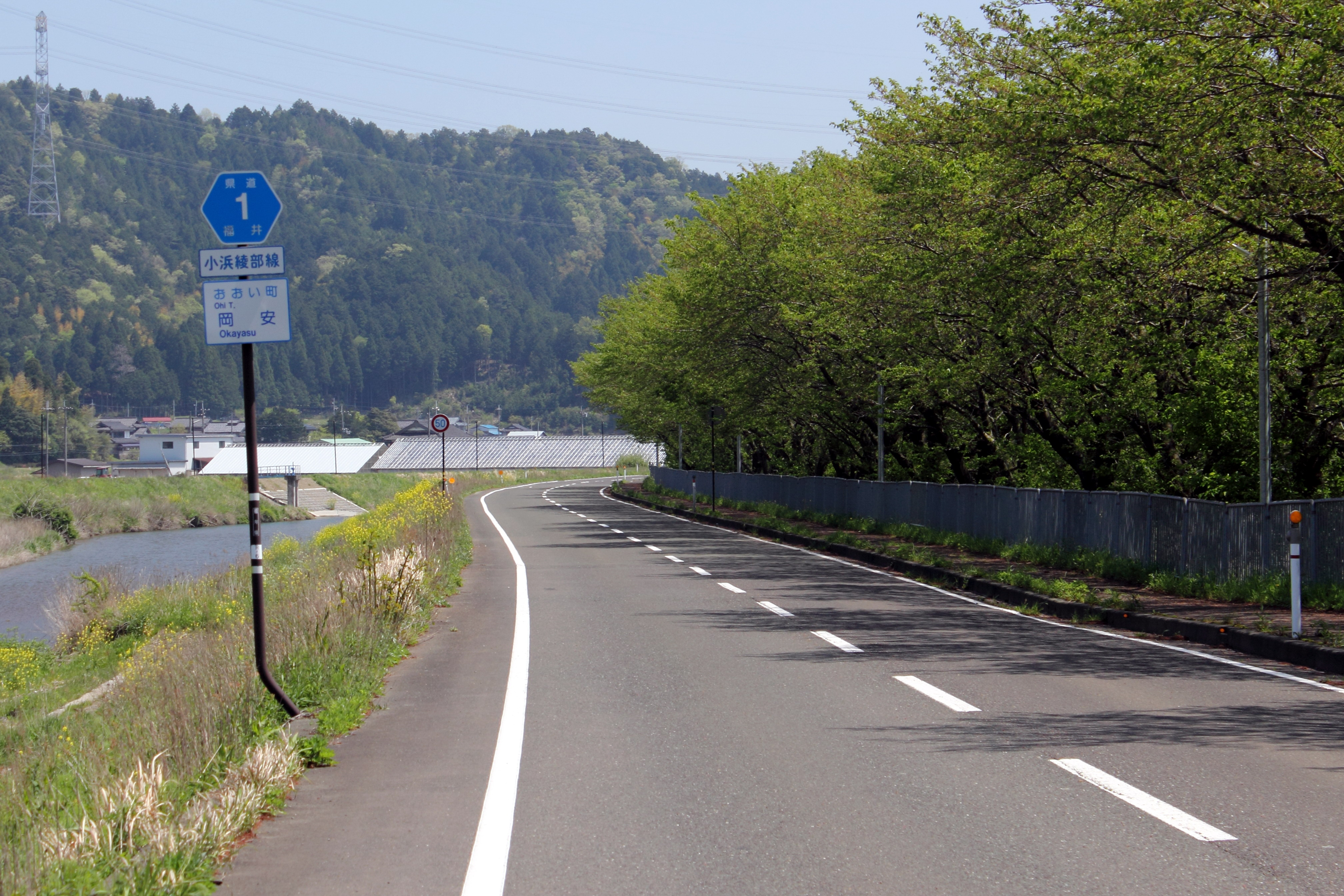
福井県道1号小浜綾部線 おおい町 岡安付近

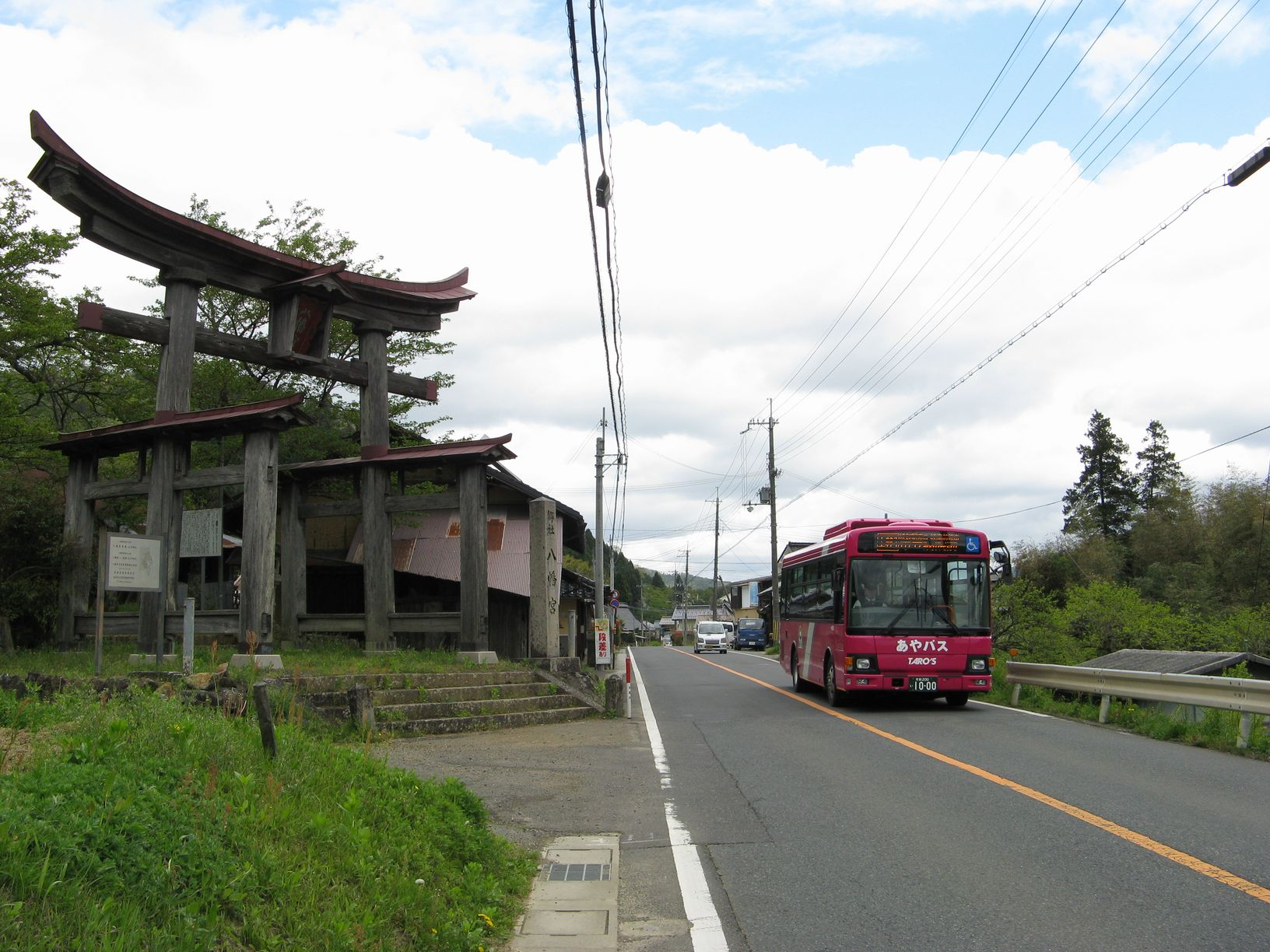
京都府道1号小浜綾部線　八幡宮（綾部市八津合町）の鳥居とあやべ市民バス

福井県道・京都府道1号小浜綾部線（ふくいけんどう・きょうとふどう1ごう おばまあやべせん）は、福井県小浜市から京都府綾部市に至る主要地方道（福井県道・京都府道）である。

## 概要
福井県嶺南地方西部にある小浜市の市街地から大飯郡おおい町を経由して京都府北東部の中丹地方にある綾部市南東部の山家地区へ至る路線である。現行の道路法に基づく主要地方道として全国で初めて指定された路線のうちの1つである。

### 路線データ
京都府資料に基づく起終点および経過地は次のとおり。
- 起点 : 福井県小浜市（小浜住吉＝福井県道14号小浜停車場線・福井県道15号小浜港線・福井県道235号加斗袖崎住吉線終点）[要検証 – ノート]
- 終点 : 京都府綾部市（山家交差点＝国道27号交点、京都府道482号山家停車場線終点）
- 路線延長 : 44.5591 km（実延長）
  - 福井県管理延長 : 16.744 km
  - 京都府管理延長 : 27.8151 km[3]

## 歴史
本路線は、旧道路法（大正8年法律第58号）によって京都府道山家本郷線および福井県道山家本郷線として認定されていた路線を継承したものである。道路法（昭和27年法律第180号）第56条の規定に基づき、主要な都道府県道として1954年に指定された。この際に起終点を逆にし、起点側を小浜市まで延伸している。
なお、旧路線名の山家は昭和の大合併によって綾部市の一部となった山家村を指し、本郷は同様の事由で大飯町に、さらに平成の大合併によっておおい町役場の所在地となった本郷村を指す。

### 年表
- 1954年（昭和29年）1月20日
建設省（当時）が小浜綾部線を主要地方道として指定[4]。
- 1954年（昭和29年）12月3日
福井県が小浜綾部線（整理番号1）として県道認定[5]。
- 1955年（昭和30年）10月18日
京都府が小浜綾部線（整理番号1）として府道認定[6]。
- 1993年（平成5年）5月11日 - 建設省から、府県道小浜綾部線が小浜綾部線として主要地方道に再指定される[7]。
- 2006年（平成18年）3月3日
おおい町の合併成立に伴い、福井県が重要な経過地を大飯町からおおい町に変更し、再認定する[8][1]。
- 2022年（令和4年）8月9日 - 大町バイパスの綾部市五津合 - 八津合町 (700 m) が開通する[9]。

## 路線状況
府県界になっている逆峠附近には急坂や急カーブが断続的に存在し、一部に狭隘区間も残っており、福井県側は急カーブも存在するが、京都府側は直線的で走りやすい。また、京都府舞鶴市を経由する国道27号について、同路線とはおおい町と綾部市でそれぞれ接続しており、主に舞鶴市の東舞鶴・西舞鶴両市街地で発生する渋滞を避けて本路線を抜け道としての利用も可能である。

### 重複区間
- 国道27号（福井県小浜市伏原・後瀬山東交差点 - 福井県大飯郡おおい町本郷・本郷交差点）
- 福井県道235号加斗袖崎住吉線（福井県小浜市東勢 - 福井県小浜市西勢）
- 京都府道51号舞鶴和知線（京都府綾部市睦寄町 - 京都府綾部市五津合町）

## 地理
重要伝統的建造物群保存地区の1つである小浜西組の一角を出発し、すぐに国道27号と接して西隣のおおい町まで重複区間となる。おおい町本郷交差点で再び単独区間となり、南西へ綾部市に向けて佐分利川に沿う。逆峠を越えると京都府に入り、上林川にほぼ沿うようにして終点の山家交差点に至る。

### 通過する自治体
- 福井県
  - 小浜市
  - 大飯郡おおい町
- 京都府
  - 綾部市

### 交差する道路
福井県小浜市
- 福井県道14号小浜停車場線・福井県道235号加斗袖崎住吉線（小浜住吉起点）[要検証 – ノート]
- 国道27号（小浜市・後瀬山東交差点[要検証 – ノート]）
- 福井県道222号中井青井線（青井交差点）
- 福井県道235号加斗袖崎住吉線（東勢）
- 福井県道235号加斗袖崎住吉線（西勢）
- 福井県道235号加斗袖崎住吉線（加斗）
- 舞鶴若狭自動車道 小浜西インターチェンジ
- 福井県道148号加斗停車場線（岡津）

福井県大飯郡おおい町
- 福井県道241号赤礁崎公園線（本郷・青戸の大橋交差点）
- 国道27号（本郷・本郷交差点）【北緯35度28分59.3秒 東経135度36分56.2秒 / 北緯35.483139度 東経135.615611度】
- 若狭西部広域農道（本郷）
- 福井県道223号岡田深谷線（岡田）
- 福井県道16号坂本高浜線（佐畑・佐分利大橋交差点）

京都府綾部市
- 京都府道487号老富舞鶴線（老富町・老富交差点）
- 京都府道771号名田庄綾部線（故屋岡町・小仲交差点）
- 京都府道51号舞鶴和知線（睦寄町・上市場交差点）
- 京都府道51号舞鶴和知線（五津合町）
- 京都府道481号上杉和知線（十倉名畑町・十倉交差点）
- 中丹広域農道（旭町交差点）
- 国道27号・京都府道482号山家停車場線（山家交差点終点）

### 峠
- 逆峠（福井県大飯郡おおい町 - 京都府綾部市）

### 沿線にある施設など
自然
- 若狭湾（小浜市 - おおい町）
- 佐分利川（おおい町）
- 上林川（綾部市）
- 由良川（綾部市）

官公庁・公共施設
- おおい町役場
- 若狭消防署大飯分署
- 京都府あやべ青少年山の家

教育
- 小浜市立加斗小学校
- おおい町立本郷小学校
- おおい町立大飯中学校
- おおい町立佐分利小学校
- 綾部市立東綾中学校
- 綾部市立東綾小学校
- 綾部市立上林中学校
- 綾部市立上林小学校

鉄道
- JR小浜線
  - 小浜駅（小浜市）
  - 勢浜駅（小浜市）
  - 加斗駅（小浜市）
  - 若狭本郷駅（おおい町）
- JR山陰本線
  - 山家駅（綾部市）

金融機関・郵便局
- 奥上林郵便局（綾部市）
- 八津合郵便局（綾部市）
- 口上林郵便局（綾部市）

史跡・名勝
- 照福寺庭園（文化庁指定名勝[12]）

神社・仏閣
- 八幡宮（綾部市八津合町）

余暇・観光
- 小浜西組（重要伝統的建造物群保存地区）
- 勢浜海水浴場
- 鯉川海水浴場
- プレーパーク大飯
- あみーシャン大飯
- あやべ温泉